# Fat Albert Rotunda
Fat Albert Rotunda ist ein Jazzrock-Album von Herbie Hancock. Es war Hancocks achtes Studioalbum und seine erste Veröffentlichung für Warner Bros. Records nach seinem Weggang von Blue Note Records.

## Hintergrund
Ein Teil der Musik entstand zunächst für Bill Cosbys TV-Special Hey, Hey, Hey, It’s Fat Albert (1969), aus dem sich später die Serie Fat Albert and the Cosby Kids entwickelte. Weil es zum Zeichentrickfilm passte, war die Musik in einem Jazz-Funk-Stil gehalten, mit dem sich Hancock eingehender erst vier Jahre später auf Head Hunters (1973) beschäftigte.
Als Cosby den Verantwortlichen von Warner Bros. die Soundtrack-Bänder vorspielte, waren sie (so Hancock) „hin und weg“. Hancock erkannte seine Chance und entschied sich, das als Grundstock für sein erstes Album bei Warner zu nehmen, um so bei der Produktion des nächsten Albums mehr Freiheiten zu haben.
Hancock entfernte sich auf Fat Albert Rotunda von den komplexen Songstrukturen der Vorgängeralben zugunsten von geradlinigeren melodischen Strukturen. Anders als auf dem Album zunächst angegeben (wo alleine die Besetzung wie rechts im Kasten vermeldet wurde), musste Hancock die Musik mit zwei verschiedenen Besetzungen aufnehmen. Fünf Songs entstanden in einer Sextettbesetzung mit Holzbläser Joe Henderson (der außer im Satz meist Flöte spielte), Posaunist Garnett Brown und Trompeter Johnny Coles, Bassist Buster Williams und Schlagzeuger Tootie Heath. Das Eröffnungs- und das Schlussstück nahm Hancock mit den Trompetern Joe Newman und Ernie Royal, dem Hornisten Ray Alonge, den Saxophonisten Joe Farrell und Arthur Clarke, dem Posaunisten Benny Powell, den Gitarristen Eric Gale und Billy Butler, dem Bassisten Jerry Jemmott und dem Schlagzeuger Bernard Purdie auf. Die einzige Ballade des Albums, „Jessica“, ist nach Hancocks 1969 geborener Tochter benannt.
Die Aufnahmen des Albums durch Rudy Van Gelder fanden zwischen dem 8. Oktober und dem 28. November 1969 statt.

## Titelliste
A1. Wiggle-Waggle – 5:51

A2. Fat Mama – 3:41

A3. Tell Me a Bedtime Story – 5:01

A4. Oh! Oh! Here He Comes – 4:08

B1. Jessica – 4:13

B2. Fat Albert Rotunda – 6:29

B3. Lil’ Brother – 4:26

Alle Kompositionen stammen von Herbie Hancock.

## Rezeption
Das Album kam auf Platz 1 der Billboard-Jazzcharts in den USA und erfüllte so die kommerziellen Erwartungen des Labels, auch wenn nur 75.000 Exemplare verkauft wurden. Warner annoncierte am 28. November 1970 im Billboard: „Der Bestseller: Fat Albert Rotunda bringt Herbie Hancock eine große Pop-Fangemeinde.“ Im Down Beat wurde Fat Albert Rotunda verrissen: Kritiker Jim Szantor hoffte, es handele sich nur um eine „kleinere Entgleisung“ Hancocks, aber ästhetisch sei das Album ein deutlicher Rückschritt.
Fat Albert Rotunda unterscheidet sich, so Richard S. Ginell in seiner Rezension für Allmusic, deutlich von Hancocks späteren Funk-Abenteuern. Auffällig sei ein tobender, an den späten 60er Jahren orientierten Sound mit häufigen Bläser-Riffs, großartigen rhythmischen Kompositionen und komplexen Soli von Hancock auf dem Fender Rhodes. „Bereits die Silben der Titel – ‚Wiggle Waggle‘, ‚Fat Mama‘, ‚Oh! Oh! Here He Comes‘ – haben einen Rhythmus und ein Gefühl, das einem genau sagt, wie diese Musik dahingeschlendert kommt – genau wie die fröhliche Zeichentrickfigur.“ Letztlich habe das Album mehr zu bieten als fetten Back-Funk. Denn es gebe noch das eindringliche, harmonisch ausgefeilte „Tell Me a Bedtime Story“ (das zu einem Jazzstandard werden sollte) und das ähnlich entspannte „Jessica“. Eingespielt worden sei Fat Albert Rotunda mit einer hochkarätig besetzten Band, die sich in funky und freien Stimmungen ergehe. Ginell bewertete das Album mit viereinhalb von fünf möglichen Punkten.
Für Zaid Mudhaffer ist Fat Albert Rotunda ein Soul-getriebenes Jazz-Funk-Album, „erdiger und bekömmlicher als seine Blue-Note-Platten und subtiler auf ein größeres Publikum ausgerichtet.“ Es deute sich in dem Album nur an, in welche Richtung sich Hancocks Schaffen bald entwickeln würde.
S. Victor Aaron erinnert daran, dass Fat Albert Rotunda auf dem Weg der Entwicklung Hancocks „von einem führenden Post-Bop-Stylisten zu einem Funk-Wunderkind“ liege. Ihm selbst sei es beim ersten Hören so vorgekommen, als ob Hancock sich plötzlich den Motown- und Stax-Stil zu eigen mache und die eher das Gehirn betreffenden, wenig kommerziellen Werke wie Empyrean Isles hinter sich zu lassen scheine. Tatsächlich sei Fat Albert Rotunda in Wirklichkeit sogar ein Fehlstart. Denn Hancocks Durchbruch beim Publikum kam erst, nachdem er Warner wieder verlassen hatte. Hancock sei noch nicht entschieden für diesen Weg gewesen, wie etwa die akustische Interpretation von „Jessica“ zeige, eine „vorübergehende Atempause von der beat-orientierten Kost.“  Fat Albert Rotunda sei einzigartig in Hancocks langer und vielfältiger Diskographie. Zwar seien einige der Stücke nicht wirklich subtil, aber sie sind auch zu gut gespielt, als dass man sie als guilty pleasures bezeichnen könnte. Wo aber Hancock dem Komponieren mehr Aufmerksamkeit schenkte, wie bei „Tell Me a Bedtime Story“, wäre er so gut wie nie zuvor. Vor allem aber klang „Hancock so, als hätte er mehr Spaß als jemals zuvor seit seinem Debüt 1962. Und wenn Herbie Hancock Spaß hat, haben seine Zuhörer in der Regel auch Spaß.“